# Краснолобая петроика
Краснолобая петроика (лат. Petroica goodenovii) — вид воробьинообразных птиц семейства австралийских зарянок (Petroicidae). Подвидов не выделяют. Эндемик Австралии.

## Таксономия и этимология
Краснолобая петроика была описана Николасом Эйлуордом Вигорсом и Томасом Хорсфилдом в 1827 году, по экземплярам, обнаруженным в 1802 году в северной части залива Спенсер в Южной Австралии. Авторы дали новому виду латинское название Muscicapa goodenovii и поместили в семейство мухоловковых (Muscicapidae). Позже была перенесена в род Petroica.
Видовое название goodenovii дано в честь преподобного Сэмюеля Гуденафа, епископа Карлайлского, ботаника и первого казначея Линнеевского общества.
Подвиды не выделяются, и единственное географическое изменение, зафиксированное в оперении, — это тенденция к более бледному оперению у самок из более засушливых регионов. Тестирование ядерной и митохондриальной ДНК австралийских представителей рода Petroica позволяет предположить, что ближайшим родственником краснолобой петроики в пределах рода является Petroica boodang.

## Описание
Краснолобая петроика — самый мелкий представитель рода, достигает длины 10,5—12,5 см с размахом крыльев 15—19,5 см и весит около 7—9 г. Самцы и самки примерно одинакового размера. У краснолобой петроики более длинные ноги, чем у других представителей рода Petroica. Выражен половой диморфизм в окраске оперения. У взрослых самцов голова, шея и верхняя часть тела чёрного цвета, большое алое пятно на лбу; верх крыльев чёрный, средние и большие второстепенные кроющие перья крыльев белые, небольшое белое пятно у основания внутренних первостепенных маховых перьев и внешних второстепенных маховых перьев и белые края у самых внешних третьестепенных и внутренних второстепенных маховых перьев (образуют широкое удлиненное пятно/полосу на сложенном крыле, простирающееся назад от изгиба крыла, а также узкую полосу по краям второстепенных; полоса на крыле заметна в полёте); хвост чёрный, внешние две пары рулевых перьев с белым внешним опахалом, самая внешняя пара также с белым краем внутреннего опахала. Горло чёрное, грудь и центр верхней части брюха алые, остальная нижняя часть тела белая. Радужная оболочка тёмно-коричневая; клюв и ноги чёрные. У взрослых самок голова, шея и верхняя часть тела светло-серо-коричневые, передняя часть шеи обычно с тусклым красным налётом. Верх крыльев тёмно-коричневый, светлое пятно у основания внутренних первостепенных и наружных второстепенных маховых перьев (образуют пятно на сложенном крыле, полоса заметна в полёте), лёгкие грязно-белые каёмки на наружных второстепенных маховых (образуют нечёткую линию на сложенном крыле). Хвост как у самцов, за исключением того, что чёрный цвет заменяется тёмно-коричневым. Нижние части тела грязно-белые, бледные серо-коричневые разводы по бокам груди или по всей груди, и иногда изменчивые красные разводы по всей груди. Молодые особи сверху бледно-коричневого цвета с прожилками, снизу грязно-белые с коричневыми пятнами, крылья и хвост как у самки. Молодые птицы сначала похожи на самок; только после второй линьки, которая происходит примерно в возрасте года, самцы приобретают характерное оперение взрослой особи. 
Краснолобая петроика линяет раз в год, после сезона размножения, который длится с декабря по апрель.
Голос представлен металлическим звуком, похожим на звук насекомого: «drit-drit-drrr-it». Позывка — короткий звук «tick»; а также резкое жужжание при беспокойстве.

## Распространение и места обитания
Эндемик Австралии. Ареал охватывает южные две трети материковой Австралии, вне сезона размножения нерегулярно появляется в северных частях и на большей части восточного побережья. Естественной средой обитания являются полузасушливые и засушливые леса и кустарники с акацией (Acacia), эвкалиптом (Eucalyptus) и кипарисовой сосной (Callitris columellaris); в целом избегает более влажных районов и безлесных регионов.

## Биология
По крайней мере, частично оседлый вид (присутствует круглый год во многих местах), особенно в южной части ареала. В других местах ареала наблюдаются локальные перемещения, а также расселение или миграция, в основном в зимние месяцы, когда птицы перемещаются в прибрежные районы или на более низкие высоты; нерегулярно встречается зимой в Кимберли и Пилбаре, Северной Территории, севере Квинсленда и на побережье востока Нового Южного Уэльса. 

### Питание
Краснолобая петроика кормится на земле или около неё, в основном слетая с низкой присады, обычно ниже 1 м. Иногда добывает пищу в коре стволов и ветвей, на листве или в воздухе. В состав рациона входя насекомые и другие мелкие членистоногие.

### Размножение
Сезон размножения продолжается с конца июня до середины января; за сезон бывает до четырех выводков. Краснолобая петроика — моногамный, территориальный вид; территория защищается в течение всего года, если пара оседлая; там, где она не оседлая, самец занимает территорию вскоре после прибытия в места размножения. Гнездо сооружается только самкой (обычно это занимает около 7 дней), и представляет собой компактную открытую чашечку из травы, тонких полосок коры и корешков, снаружи скреплёно паутиной и часто украшено мхом и лишайником; лоток выстилается волосами, тонкой травой и перьями. Внешний диаметр гнезда 5,7—6,4 см, высота 4,4—7 см, внутренний диаметр 2,9—3,8 см, глубина 2,5—3,8 см. Гнездо  располагается на высоте 0,3—9 м (обычно 3—3,5 м) от земли в развилке дерева или кустарника. В кладке 2—3 яйца (иногда одно, редко 4), бледно-голубовато-зелёного, бледно-зелёного или серо-зелёного цвета, с пятнами и пятнами коричневого и серого цвета, с более крупными нижними пурпурными отметинами, часто образующими шапочку на более широком конце, средний размер яйца 15,9 × 12,6 мм. Насиживает кладку самка, редко с помощью самца. Инкубацонный период продолжается 12—16 дней, обычно около 13,5 дней. Птенцы вылупляются с редким пухом; за ними ухаживает самка, самец редко помогает, кормят оба родителя. Птенцы оперяются через 12—17 дней, обычно через 14 дней. Взрослые особи отвлекают внимание около гнезда, улетают от гнезда с опущенными крыльями, или показывают сломанные крылья, или нервно порхают вокруг нарушителя. За слётками ухаживают оба родителя, они остаются на территории до 1,5 месяцев. 
В гнездах паразитируют бледная кукушка (Heteroscenes pallidus), щетинистая кукушка (Cacomantis variolosus), черноухая бронзовая кукушка (Chalcites osculans) и краснохвостая бронзовая кукушка (Chalcites basalis). Среди хищников встречаются и другие виды птиц, в частности, серогрудая сорокопутовая мухоловка (Colluricincla harmonica), сероспинная флейтовая птица (Cracticus torquatus) и австралийская ворона (Corvus coronoides).